# Acacia adenophora
Acacia adenophora är en ärtväxtart som beskrevs av Spreng.. Acacia adenophora ingår i släktet akacior, och familjen ärtväxter. Inga underarter finns listade i Catalogue of Life.